# Жиракудук
Жиракуду́к (каз. Жырақұдық) — село у складі Сиримського району Західноказахстанської області Казахстану. Входить до складу Кособинського сільського округу.
Населення — 422 особи (2021; 678 у 2009, 926 у 1999, 1095 у 1989).